# Sindurejo (Gedangan)
Sindurejo is een bestuurslaag in het regentschap Malang van de provincie Oost-Java, Indonesië. Sindurejo telt 5357 inwoners (volkstelling 2010).